# Analco, Quimixtlán
Analco är en ort i Mexiko.   Den ligger i kommunen Quimixtlán och delstaten Puebla, i den sydöstra delen av landet, 210 km öster om huvudstaden Mexico City. Analco ligger 1 985 meter över havet och antalet invånare är 273.
Terrängen runt Analco är bergig åt nordost, men åt sydväst är den kuperad. Runt Analco är det tätbefolkat, med 266 invånare per kvadratkilometer. Närmaste större samhälle är Huatusco de Chicuellar, 19,8 km sydost om Analco. I omgivningarna runt Analco växer i huvudsak blandskog.